# Retrato de Adèle Besson
El Retrato de Adèle Besson (en francés, Portrait d'Adèle Besson) es un óleo sobre lienzo realizado en 1918 por el pintor francés Pierre-Auguste Renoir. Sus dimensiones son de 41 × 36,8 cm y muestra a Adèle Besson, esposa del mecenas de arte George Besson.
Este cuadro fue donado a la ciudad de Besanzón por George Besson junto con otras numerosas obras de arte.
Se expone en el Museo de Bellas Artes y Arqueología de Besanzón.